# Gammafon

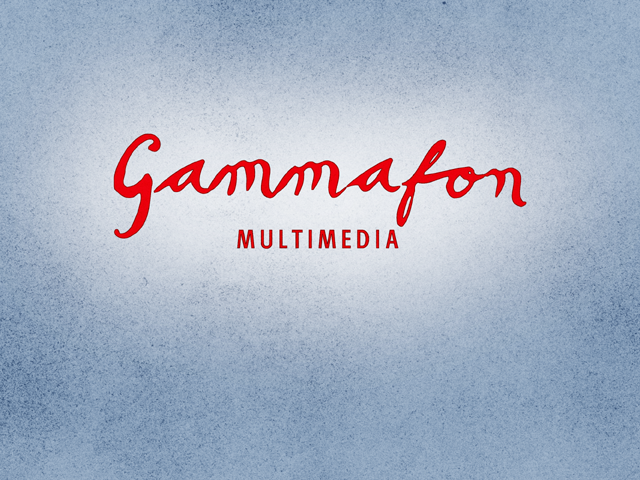
Logotyp innan spelet startar

Gammafon ger ut bokinläsningar på CD och spel på CD-ROM, med svenska barnbokförfattare. Företaget ingår i Rabénförlagen tillsammans med Rabén & Sjögren, Tiden och Eriksson & Lindgren. År 2005 köptes företaget av Norstedts.
Förlaget ger ut berättelser och spel med bland annat:
- Pettson och Findus
- Pippi Långstrump
- Emil i Lönneberga
- Alfons Åberg
- Mamma Mu
- Anki & Pytte
- Ludde
- Björnes Magasin
- Karlsson på taket

Förlaget gav också ut skivor med barnmusik under åren 1993-2010.